# Jocelyn Bar

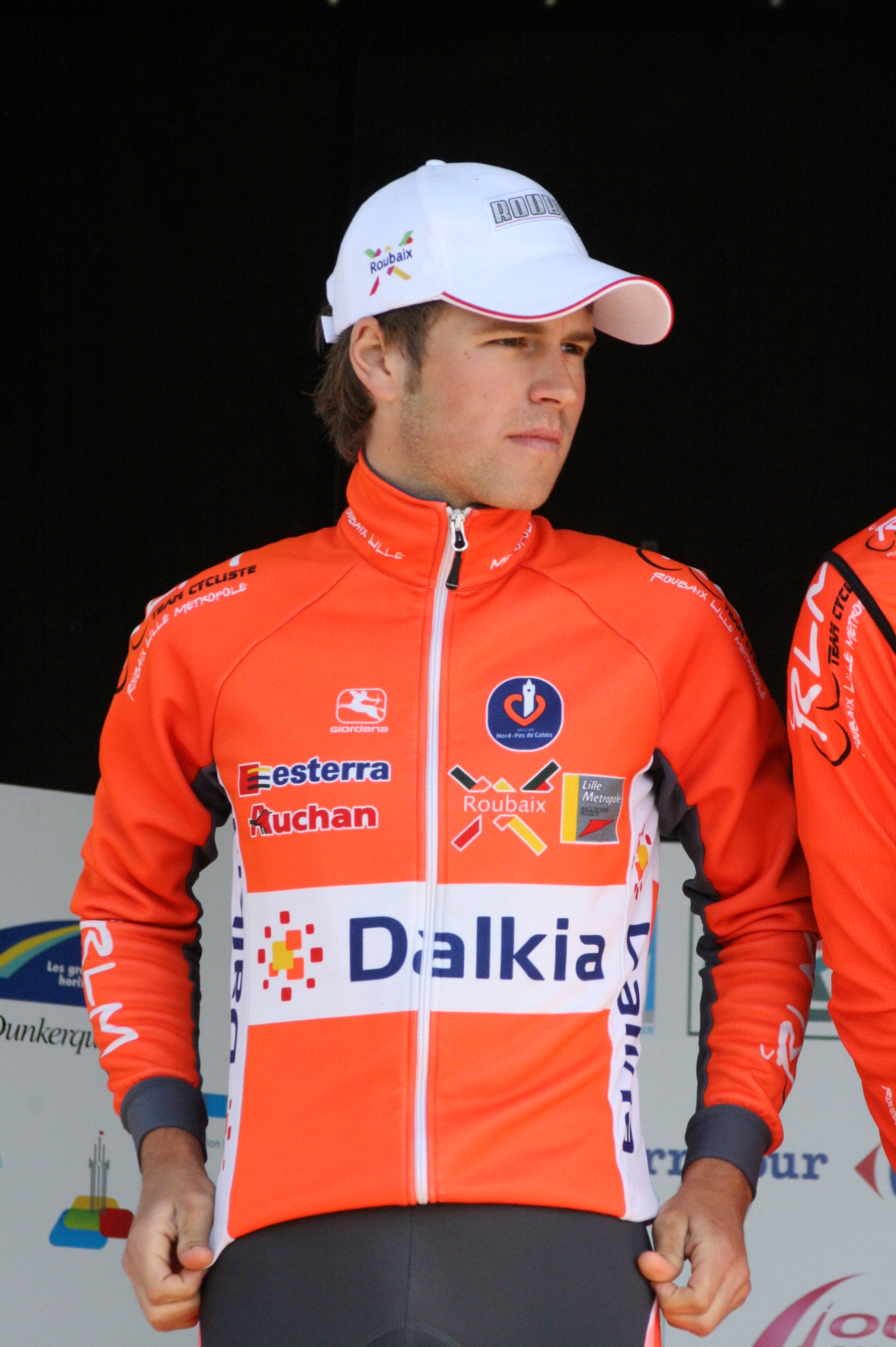

Jocelyn Bar (7 oktober 1988) is een Frans wielrenner. Hij rijdt sinds juli 2009 als stagiair bij de Franse wielerploeg La Française des Jeux.

## Belangrijkste ereplaatsen
2009
- 1e GP de Lillebonne
- 1e in Villers en Cauchies
- 7e Paris Ezy
- 10e Boucles de l'Artois
- 15e La Cote Picarde
- 20e Ville de Saguenay (Can)
- 22e GP de la Ville de Pérenchies
- 29e Ronde van Vlaanderen (U23)
- 32e Polynormande

2008
- 2e van de 3e etappe Tour de Bretagne
- 3e van de 2e etappe Tour Eure et Loir Espoirs
- 3e GP Tell
- 3e Souvenir René Carré à Villers en Cauchies
- 4e Paris Rouen
- 15e Circuit du Port de Dunkerque
- 16e Ronde van de Canigou
- 18e Grand Prix de Lillers
- 19e Circuit Méditerranéen